# Королёво (Сафоновский район)
Королёво    — деревня  в  Смоленской области России,  в Сафоновском районе. Население – 1 житель (2007 год)  .  Расположена в центральной части области  в 16 км к северо-востоку от города Сафонова,  в 14 км севернее автодороги М1 «Беларусь», на берегу реки Малая Вержа.  В 6 км юго-западнее деревни железнодорожная станция Вадино на ветке Дурово — Владимирский Тупик.  Входит в состав Беленинского сельского поселения.  

## История
В годы Великой Отечественной войны деревня была оккупирована гитлеровскими войсками в сентябре 1941 года, освобождена в 1943 году..